# Prefectura de Dodecaneso

Mapa del archipiélago del Dodecaneso.

La prefectura de Dodecaneso (en griego, Νομός Δωδεκανήσου) era una de las prefecturas de Grecia que formaba parte de la periferia de Egeo Meridional. La prefectura comprendía el homónimo archipiélago del Dodecaneso, un grupo de islas del mar Egeo localizadas frente a la costa sudoccidental de Turquía. El 1 de enero de 2011, con la nueva división administrativa de Grecia se dividió en cuatro unidades periféricas: Kálimnos, Kárpatos, Cos y Rodas.
Dodecaneso es un topónimo españolizado del vocablo griego, Δωδεκάνησα, Dodekànisa, que significa Doce Islas. Sus principales islas son: Rodas, Karpatos, Kasos, Kastelorizo, Symi, Tilos, Nisiros, Astipalea, Cos, Kálimnos, Leros y Patmos. 
El Dodecaneso lo forman un total de 163 islas, de las cuales 26 están habitadas.
La prefectura tenía una superficie de 2.714 km² y una población de 200.452 habitantes (2005). La capital era la ciudad de Rodas, situada en la isla homónima.

## Historia

### Prehistoria y periodo arcaico
El Dodecaneso ha sido habitado desde tiempos prehistóricos. En el periodo neopalacial de Creta, las islas fueron muy minoizadas (el contacto empieza en el MMIIIB). Tras la caída de los minoicos, las islas fueron gobernadas por los aqueos sobre el 1400 a. C., hasta la llegada de los dorios sobre el 1100 a. C. Es en el periodo dorio cuando empiezan a prosperar como una entidad independiente, desarrollando una próspera economía y cultura a través de los siguientes siglos. A principios de la Época Arcaica, Rodas y Cos emergieron como las principales islas del grupo, y en el siglo VI a. C. los dorios fudaron las tres principales ciudades de Rodas (Lindos, Cámiros y Ialisos); junto con la isla de Cos y las ciudades de Cnido y Halicarnaso en el continente de Asia Menor, y formaron la hexápolis dórica.

### Época clásica
Este desarrollo fue interrumpido sobre el 499 a. C. por las guerras médicas, durante las que las islas fueron capturadas por los persas durante un breve periodo. Tras la derrota de los persas por los atenienses en 478 a. C., las ciudades se unieron a la confederación de Delos. Cuando estalló la guerra del Peloponeso en 431 a. C., permanecieron durante mucho tiempo neutrales aunque aún eran miembros de la confederación.
En la época en que terminó la guerra del Peloponeso, en el 404 a. C., el Dodecaneso estuvo muy distante de los grandes conflictos egeos y comenzó un periodo de relativa calma y prosperidad. En 408 a. C. las tres ciudades de Rodas se habían unido para formar un estado y construyeron una nueva capital en el extremo norte de la isla, también llamada Rodas; esta Rodas unida dominó la región el siguiente milenio. Otras islas del Dodecaneso también se desarrollaron como centros económicos y culturales; Cos fue el lugar de la escuela de medicina fundada por Hipócrates.
Sin embargo, la guerra del Peloponeso había debilitado tanto a Grecia entera que fue pasto de las invasiones. En 357 a. C. las islas fueron conquistadas por Mausolo de Halicarnaso; en el 340 a. C. por los persas. Pero este segundo periodo fue casi tan corto como el primero, y las islas formaron parte del creciente imperio macedonio cuando Alejandro Magno barrió y derrotó a los persas en 332 a. C., para gran alivio de los habitantes de las islas.
Tras la muerte de Alejandro, las islas, y Rodas misma, fueron repartidas entre muchos generales que contendían para sucederle. Las islas formaron una fuerte liga comercial con los Ptolomeos de Egipto, y juntos formaron la alianza rodo-egipcia que controlaba el comercio a través del Egeo en el siglo III a. C. Lideradas por Rodas, las islas se convirtieron en centros marítimos, comerciales y culturales: monedas de Rodas circulaban por todo el Mediterráneo, y las escuelas de filosofía, literatura y retórica eran famosas. El Coloso de Rodas, construido en 304 a. C., quizás es el mejor símbolo de su riqueza y poder.
En 164 a. C., Rodas firmó un tratado con Roma, y las islas mantuvieron su autonomía. Rodas rápidamentre se convirtió en el principal centro escolar para las familias nobles romanas, y (sobre todo Rodas) fueron importantes aliadas de Roma, y disfrutaron de numerosos privilegios y generalmente de relaciones amistosas. Estas se perdieron en 42 a. C., en el desorden que siguió al asesinato de Julio César en 44 a. C., tras el cual Casio invadió y saqueó las islas. En lo sucesivo formaron parte del Imperio romano. Tito hizo a Rodas capital de la Provincia Insularum, y finalmente las islas fueron unidas a Creta como parte de la 18.ª provincia del Imperio romano.
En el siglo I, San Pablo visitó las islas dos veces, y San Juan las visitó numerosas veces; ellos consiguieron convertir las islas al cristianismo. San Juan finalmente residió entre ellos, siendo exiliado a Patmos, donde escribió su famoso Apocalipsis.

### Edad Media
Cuando el Imperio romano se escindió en el 395 a. C., en el Imperio romano de Occidente y en el Imperio romano de Oriente, las islas formaron parte del de Oriente, que más tarde se convirtió en el imperio bizantino. Formaron parte de él durante casi 1000 años, aunque fueron interrumpidos por numerosas invasiones. Fue en este periodo que empezaron a reemerger como entidad independiente, y el término Dodecaneso data de hacia el siglo VIII. Muchas evidencias del periodo bizantino quedan actualmente en las islas; la mayoría en cientos de iglesias que pueden verse en varios estados de conservación.
En el siglo XIII, en la Cuarta Cruzada, los italianos empezaron a invadir partes del Dodecaneso, las cuales estuvieron bajo el poder nominal del imperio de Nicea; los venecianos (Querini, Cornaro) y las familias genovesas (Vignoli) cada una tuvo algunas islas durante breves periodos, mientras los monjes basilianos gobernaron Patmos y Leros. Finalmente, en el siglo XIV, la era bizantina se acabó cuando los Caballeros Hospitalarios (caballeros de San Juan)llegaron: Rodas fue conquistada en 1309, y el resto de las islas cayeron gradualmente en las siguientes décadas. Los caballeros hicieron de Rodas su baluarte, transformando su capital en una grandiosa ciudad medieval dominada por impresionantes fortalezas, y dispersas fortalezas y ciudadeles en el resto de las islas.
Estas enormes fortificaciones demostraron ser suficientes para repeler las invasiones del Sultán de Egipto en 1444 y Mehmed II en 1480. Finalmente, sin embargo, la ciudadela de Rodas cayó ante el gran ejército de Solimán el Magnífico en 1522, y las otras islas fueron invadidas el mismo año. Los pocos caballeros restantes huyeron a Malta.

### Gobierno otomano
Empezó un período de varios cientos años en el Imperio otomano. El Dodecaneso formó parte del Vilayet de las islas. A la población le fue permitido conservar varios privilegios bajo la condición de que se mantuviera bajo gobierno otomano. Por el edicto de Suleiman, pagó un impuesto especial a cambio de un estatus autónomo especial que prohibía a los generales otomanos entrometerse en sus asuntos civiles o maltratar a la población. Estas garantías, combinado con una ubicación estratégica en la encrucijadas de la navegación mediterránea, permitieron que las islas prosperaran. Aunque las simpatías de la predominante población griega (solo Rodas y Cos tenían comunidades turcas) se inclinaban fuertemente hacia Grecia, los isleños no se unieron a la Guerra de independencia de Grecia, continuando con una semiautonomía que la convertían en un archipiélago de comerciantes griegos dentro del Imperio otomano. El siglo XIX resultó ser uno de los más prósperos para las islas, y varias mansiones datan de esta época.

### Gobierno italiano
Las islas finalmente declararon su independencia del imperio otomano en 1912, proclamando un estado independiente como la federación de las islas de Dodecaneso. Este estado naciente fue suprimido casi inmediatamente por la invasión del Reino de Italia, que deseaba las islas, y particularmente Rodas, para controlar la comunicación entre Turquía y Libia. Los italianos ocuparon todo el Dodecaneso a excepción de Kastelorizo, que fue tomada más adelante por Francia. Después del final de la guerra, según el primer tratado de Lausanne, Italia mantuvo la ocupación de las islas, como garantía para la ejecución del tratado. Después de la declaración de la guerra de Italia contra el imperio otomano (el 21 de agosto de 1915), la ocupación de las islas comenzó otra vez. Durante la Primera Guerra Mundial, en la que Italia luchaba en el lado de Francia y de Gran Bretaña, las islas se convirtieron en una base naval británica y francesa importante, usada para campañas numerosas, la más famosa la de Galípoli (intento de ocupación de los Dardanelos). Durante la guerra algunas de las islas más pequeñas fueron ocupadas por franceses y británicos, con los italianos continuando en Rodas. Después de la guerra, el acuerdo Tittoni-Venizelos, firmado el 29 de julio de 1919, previó que las islas más pequeñas se uniesen con Grecia, con Italia continuando en Rodas; el Italia a cambio debía tener el sudoeste de Anatolia con Antalya. La derrota griega en la guerra greco-turca y la fundación de la Turquía moderna hicieron imposible esta solución. Con el tratado de Lausanne el Dodecaneso fue entonces anexionado formalmente por el Reino de Italia, como Posesiones Italianas del Egeo. Benito Mussolini emprendió un programa de italianización, esperando hacer de Rodas un centro moderno del transporte que serviría como punto focal para la extensión de la cultura italiana a través de Levante. Las islas eran de forma aplastante griego-hablantes, solamente con una pequeña minoría de turco-hablantes (~10,000) y otra más pequeña minoría judía de ladino-hablantes (con virtualmente ningún italiano-hablante). A pesar de esto, el programa fascista tenía algunos efectos positivos en sus tentativas de modernizar las islas, dando por resultado la extirpación de la malaria, la construcción de hospitales, acueductos, una central eléctrica para proveer a la capital de Rodas de iluminación eléctrica y del establecimiento del Catastro del Dodecaneso. El castillo principal de los caballeros de San Juan también fue reconstruido. Sin embargo, el estilo arquitectónico fascista (dominado por el cemento) afectó perceptiblemente al paisaje pintoresco de las islas, y por lo tanto se ha demolido o se ha remodelado en gran parte, aparte del ejemplo famoso de la ciudad de Leros de Lakki, que sigue siendo un ejemplo típico de la arquitectura. Durante la Segunda Guerra Mundial, Italia, unida al Eje, utilizó el Dodecaneso como base naval para efectuar su invasión de Creta en 1940. Después de la rendición de Italia en septiembre de 1943, las islas se convirtieron brevemente en un campo de batalla entre los alemanes y las fuerzas italianas y aliadas (véase la batalla de Leros). Los alemanes prevalecieron, y aunque fueron expulsados de las islas y de Grecia en 1944, el Dodecaneso siguió ocupado hasta el final de la guerra en 1945. Durante ese tiempo la población judía casi por entero fue deportada y matada.

### Periodo posterior a la Segunda Guerra Mundial
Tras la guerra, las islas se convirtieron en un protectorado militar británico, y les fue casi permitido dirigir sus propios asuntos civiles, siendo las islas informalmente unidas a Grecia, aunque bajo soberanía y control militar separados. A pesar de las objeciones de Turquía, que deseaba las islas, fueron formalmente unidas a Grecia por el Tratado de paz con Italia (1947), terminando con siete siglos de gobiernos no griegos sobre las islas. Como un legado de su antiguo estatus como una jurisdicción separada de Grecia, está aún considerado un "entidad" separada para la radioafición, con el prefijo radiofónico SV5.
Actualmente Rodas y el Dodecaneso son los destinos turísticos favoritos. La antigua ciudad de Rodas, restaurada, con sus murallas medievales, es particularmente interesante.